# 소금 행진

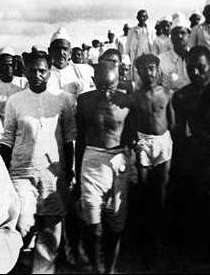
소금행진에 나선 간디

소금 행진(영어: Salt March) 또는 소금 사트야그라하(영어: Salt Satyagraha)는 영국 식민지 하의 인도에서 소금세 폐지를 주장하며 일어난 비폭력적 시민 불복종 행진(사트야그라하)이다. 마하트마 간디가 이끈 행진대는 사바르마티 아쉬람에서 구자라트 주의 단디까지 행진하였다.1930년1931년 3월 12일에서 4월 6일까지 진행되었다. 마하트마 간디는 소금 사트야그라하에 참여한 60,000명쯤되는 사람들을 이끌고 240마일(390 킬로미터)을 걸었다. 1930년 3월 12일 영국의 소금 독점에 대한 세금 저항과 비폭력 행진 캠페인으로 시작하여 인도 독립운동에 자극을 주었고, 이때문에 세계 관심을 받게 되었다. 하지만 영국 당국자들은 소금 사트야그라하를 중단 시키기 위해 많은 힘을 쏟아부었다.
1920-22년의 비협력 운동은 영국 당국에 가장 중대한 도전이었고, 1930년 1월 26일 "인도 전국대회"(Indian National Congress)에서 푸르나 스와 라즈(Purna Swaraj)가 주권과 자기 통치를 선언한 직후였다.
간디는 아마다바드시 근처에 있는 간디의 기지 "사비마티 아스람"(Sabarmati Ashram)에서 소금 사트야그라하를 이끌었다. 처음에는 78명이 간디와 행진을 시작하였다. 간디는 구자랏(Gujarat)의 나브사리(Navsari)라는 작은 마을에 위치한 해안 마을까지 240마일을 걸었다. 그리고 간디와 많은 다른 사람들이 세금을 내지 않고 소금을 생산하는 24 일 행진을 계속하면서, 점점 더 많은 인도인들이 그 길을 따라 합류했다. 간디는 1930년 4월 6일 6시 30분에 간염법을 어기고 수백만 명의 인도인들에 의한 영국의 소금 법에 대한 대규모 불법 행위를 촉발 시켰다. 소금 사트야그라하 선거 운동은 인도의 주권과 자기 통치에 대한 세계와 영국의 태도 변화에 중요한 영향을 미쳤고, 많은 인도인들이 처음으로 싸움에 참여하게 만들었다.
소금을 만들고 난 후 간디는 해안을 따라 남쪽으로 계속 가면서 소금을 생산하는 도중에 회의를 했다. 의회당은 남쪽으로 25 마일 떨어진 다라 사나 소금 공장(Dharasana Salt Works)를 계획했다. 그러나 간디는 1930년 5월 4일에서 5일 자정에 다라 사나에서 계획된 조치가 있기 바로 며칠 전에 체포되었다. 소금 사트야그라하에서 계속되는 광범위한 신문과 뉴스는 릴 커버리지를 통해 인도 독립 운동에 전 세계적으로 관심을 끌었다. 소금과 세금에 대한 사트야그라하는 간디가 감옥에서 석방되고 두 번째 원탁 회의에서 총독(Viceroy Lord Irwin)과의 협상이 거의 1년 동안 계속되었다.

## 같이 보기
- 보스턴 차 사건
- 셀마 몽고메리 행진